# San Salvatore Monferrato
San Salvatore Monferrato é uma comuna italiana da região do Piemonte, província de Alexandria, com cerca de 4.850 habitantes. Estende-se por uma área de 31,64 km², tendo uma densidade populacional de 153,29 hab/km². Faz fronteira com Alessandria, Castelletto Monferrato, Lu, Mirabello Monferrato, Quargnento, Valenza.

## Demografia
| Variação demográfica do município entre 1861 e 2011                               |
|                                                                                   |
| Fonte: Istituto Nazionale di Statistica (ISTAT) - Elaboração gráfica da Wikipedia |